# Municipio Independencia (Anzoátegui)
El municipio Independencia es uno de los 21 municipios que forman parte del estado Anzoátegui, Venezuela. Está ubicado al sureste de dicho Estado, tiene una superficie de 5.929 km² y una población de 58.021 habitantes (censo 2023). El Municipio Independencia está dividido en dos parroquias, Mamo y Soledad. Su nueva capital es Ciudad Orinoco por referéndum consultivo realizado el 24 de julio de 2022. 
El municipio se ubica en las coordenadas sureste del estado Anzoátegui, en la margen izquierda del río Orinoco. Ciudad Orinoco tiene la visión de crecer de frente al río Padre (Orinoco). El puente de Angostura está en su territorio y nos une al estado Bolívar por vía terrestre troncal 16. El río Orinoco también es parte del estado Anzoátegui con 408 km de costa, en este municipio también ubicado el puente Orinoquia el cual es el segundo puente sobre el río Orinoco entre la población de Palital (Anzoátegui) y Ciudad Guayana.
Independencia es un municipio ubicado estratégicamente, a 120 kilómetros de El Tigre y 9 kilómetros de Ciudad Bolívar, el municipio está incluido en la zona de la faja petrolífera del Orinoco (FPO), teniendo el 42% de la extensión total de dicha faja.
El municipio fue creado el 2 de enero de 1990.

## Geografía

### Límites
- Al norte: Limita con el Municipio Guanipa y el Municipio Pedro María Freites
- Al sur: Limita con el Estado Bolívar
- Al este: Limita con el Estado Monagas
- Al oeste: Limita con el Municipio Francisco de Miranda

### Fauna y flora
Su fauna lo constituye su gran variedad de aves, arrendajo, turpiales, pericos, loros, etc. Los animales de cacería que se encuentran en el municipio podemos nombrar: Iguanas, chigüiros, venados, lapas, acures; aunque la cacería indiscriminada mantienen a estos animales escasos en la zona. En cuanto a la flora la especie de árboles madereros, que más abundan es el aceite, pilón, algarrobo, roble, araguaney etc,. En el caso de árboles frutales: el merey, mango, guácimo sarrapia, merecure, querebero, etc.

### Clima
El clima del municipio es cálido, su temperatura promedio anual oscila entre los 27 y 28 grados, existen dos periodos o estaciones, periodo lluvioso y periodo seco.

### Organización parroquial
| Parroquia               | Superficie | Población   | Densidad     | Capital |
| ----------------------- | ---------- | ----------- | ------------ | ------- |
| Mamo                    | km²        | 6.980 hab.  | hab./km²     | Carapa  |
| Soledad                 | km²        | 23.036 hab. | hab./km²     | Soledad |
| Municipio Independencia | 5.929 km²  | 30.016 hab. | 5,6 hab./km² |         |

## Demografía

### Sectores
| Sectores del Municipio | Sectores del Municipio |
| ---------------------- | --- |
| Parroquia Soledad      | Raúl Leoni • Caucagüita (I y II) • Barrio El Jardín • Barrio La Chola • Barrio Las Palmeras • Barrio San José • Barrio Tío Rancho • Barrio Venezuela • Barrio Las Mercedes • Barrio Pinto Salinas • Barrio San Dieguito • Casco histórico • Caserío El Tamarindo • Caserío La Encaramada • Caserío Santa Cruz • Boca de Areo • Cabecera de Cachama • Cachama • Cachamita • Tabaro (Kariñas) • El Cementerio • El Ferri • El Hueco • El Lindero • El Módulo • El Peso • El Tamarindo • Falconero • La Peña • La Peña (I, II, III y IV) • Las Casitas • Las Malvinas (I y II) • Villa Carabobo • Villa El Rosario • Villa Kariña • Villa San Gabriel • La Canoa • Malpica • Carapuchin • Morichal Largo • Chuapire • Coloradito • Las Bombitas |
| Parroquia Mamo         | • Caserío Pardillal • Castillito • Carapa • Carmona • Casaña • Chiguacara • Cogollal • El Caruto • Hogaza • La Alejandría • La Chimenea • La Florida • La Nueva Lucha • La Pastora • La Zorra • Las Colmenas • Las Corobas • Las Curaguas • Las Mochilas • Las Peñas Negras • Las Piedritas • Los Algodones • Los Caribitos • Los Tonoritos • Nuevo Mamo • Mamo Arriba • Mereicito • Punta Morada • San Antonio |

## Economía
El sector económico está integrado por grandes empresas petroleras, pertenece a los bloques Ayacucho y Carabobo de la Faja Petrolífera del Orinoco; También hay pequeñas y medianas empresas procesadoras de madera, comercio informal, restaurantes, agricultura, ganadería, cría de cerdos, cabras, ovejas, y aves, además se desarrolla la industria pesquera fluvial, transporte fluvial entre Ciudad Bolívar y de soledad

### Agricultura
El municipio Independencia es un municipio de importancia agrícola. La base de su economía ha sido tradicionalmente la ganadería que ocupó uno de los niveles más altos hasta llegar a ser una de las rutas ganaderas importante para embarcar el ganado que se enviaba a las islas del Caribe. A las orillas del Orinoco, tanto por el puerto de Soledad como el puerto de Botalón se embarcaron grandes cantidades de ganados provenientes de Monagas, Guárico y otras zonas del Estado Bolívar. En el Municipio existe una diversidad de cultivos siendo de mayor importancia por sus mismas condiciones geográficas los cultivos de patilla, melón, algodón, frijol, además se encuentran cultivos anuales y permanentes como yuca, mango, aguacate cítricos, onoto, sarrapia, anón y otros frutales. En lo que respecta a empleo en el municipio, el mayor empleador es el sector maderero. En segundo lugar el petrolero. Existe una economía ancestral que mantiene desde la antigüedad a las diferentes comunidades que se encuentran a lo largo de las riveras del río Orinoco: la caza y la pesca, esta es una actividad estacionaria que tiene su mejor auge en ciertos y determinados meses del año, por ejemplo la pesca su punto óptimo de explotación se da para los meses de agosto, con la salida de la sapoara, el coporo y el bocachico de las diferentes lagunas que se encuentran en esta riveras del río. En época de sequía escasea el pescado y la caza, se dedicándose a la agricultura en las diferentes islas que se encuentran en el río, las siembras más comunes: patilla, melón, frijol, algodón y chícharo.

### Pecuaria
Este es un subsector de mucha importancia en el municipio, que con el desarrollo de la industria petrolera y maderera ha venido decreciendo paulatinamente, las nuevas generaciones han preferido trabajar en las empresas dejando en un segundo plano este tipo de actividades.

## Turismo
- Parque Mirador José Antonio Anzoátegui:

Ubicado en el cerro “La Encaramada” de Ciudad Orinoco, el mirador se constituye como un espacio para la observación y disfrute de paisajes naturales de extraordinaria belleza con una vista panorámica de 20 kilómetros de costado que deja admirar el majestuoso Río Orinoco, el Puente Angostura, la Piedra del Medio y el casco histórico de Ciudad Bolívar.
- La Piedra del Medio:

Es un símbolo histórico, de referencia y de leyenda, tanto colonizadores como independentistas, que ocurrieron en la zona desde mucho antes de 1595. Es el testigo presencial no solo de los hechos históricos, sino de las crecientes del río Orinoco.
- El Balcón:

Es una ruina colonial donde pernoctaron El Libertador Simón Bolívar y Alejandro Humboldt, quien desde este lugar ordenó su diario de investigaciones científicas que realizó en su viaje por el Alto Orinoco.

## Cultura

### Folklore
Con relación al folklore de este municipio podemos decir que al igual que resto de las regiones del estado (Anzoátegui) manejan las mismas bases, disfrutan de danzas como la Burriquita, El Carite, El Mare Mare, Los Diablos Danzantes del Corpus Chris.

## Transporte
El municipio de Independencia se encuentra comunicado con la Capital del Estado Bolívar y el Estado Anzoátegui a través de la conocida carretera interestatal que comunica al Estado Bolívar con Anzoátegui, y la carretera Interestatal que comunica al Estado Bolívar con el Estado Monagas cruzando el segundo puente sobre el Río Orinoco.

### Fluvial
Existe un transporte fluvial entre Ciudad Bolívar y el Puerto de Ciudad Orinoco que data desde muchos años. Éste transporte lo realizan con una curiara en su mayoría de madera autopropulsada por un motor fuera de borda de 40 hp. 

Este transporte es muy activo por el intercambios comercial que existe entre Ciudad Bolívar y Soledad.

## Urbanismo

### Faja petrolífera del Orinoco
- Se crearán 3 condominios mejoradores de crudo
- Se creara un plan urbanístico de los espacios funcionales Ciudad Orinoco - Ciudad Bolívar
- En Salud: Se creará un Complejo Hospitalario, con la integración del existente Ambulatorio Dr. Juan de Dios Holmquist y el CDI Hermanos Petit
- Polígono Industrial Socialista de Soledad (PIS).
- Planta Escuela Textil de Ciudad Orinoco, de los subproyectos: Muelle Auxiliar y de Servicios, Planta de Agua Potable Envasada y Planta de Hielo del PIS Ciudad Orinoco.
- Construcción de un parque termoeléctrico.
- Creación de un centro piscícola El Bosque

## Política y gobierno

### Alcaldes
| Período                            | Alcalde          | Partido político / Alianza | % de votos | Notas |
| ---------------------------------- | ---------------- | -------------------------- | ---------- | --- |
| 1989 - 1992                        | Aníbal Hernández | Copei                      | 52,94      | Primer alcalde bajo elecciones directas |
| 1992 - 1995                        | Aníbal Hernández | Copei                      | 59,09      | Reelecto |
| 1995 - 2000                        | Humberto Bello   | Copei                      | -          | Segundo alcalde bajo elecciones directas (se realizaron elecciones generales adelantadas en el 2000 debido a la aprobación de la Constitución de 1999) |
| 2000 - 2004                        | Aníbal Hernández | A-1                        | 41,07      | Tercer alcalde bajo elecciones directas |
| 2004 - 2008                        | Humberto Bello   |                            | 33,19      | Cuarto alcalde bajo elecciones directas |
| 2008 - 2013                        | Carlos Vidal     | PSUV                       | 54,73      | Quinto alcalde bajo elecciones directas (se postergan 1 año las elecciones municipales pautadas para finales del 2012)                                 |
| 2013 - 2017                        | Carlos Vidal     | PSUV                       | 57,61      | Reelecto |
| 2017 - 2021                        | Carlos Vidal     | PSUV                       | 52,56      | Reelecto |
| 2021 - 2022                        | Carlos Vidal     | PSUV                       | 45,19      | Reelecto, sin embargo, fue detenido por presunto desvío, contrabando y venta de combustible                                                            |
| 2022 - 2025                        | Hernán Rodríguez | PSUV                       |            | Asume como alcalde interino luego de la destitución y detención de su predecesor. El funcionario era secretario del gobierno de Luis José Marcano.     |
| Fuente: Consejo Nacional Electoral |                  |                            |            | |

### Concejo municipal
Periodo 2021 - 2025
| Concejales:        | Partido político / Alianza |
| ------------------ | -------------------------- |
| Ana Filgueria      | PSUV                       |
| William Peidado    | PSUV                       |
| Lisett Mujica      | PSUV                       |
| Carlos Pérez       | PSUV                       |
| Wilfredo Hernández | PSUV                       |
| Maria Herrera      | PV                         |
| Carlos Abaduca     | (Representación indígena)  |